# Kem (Stadt)
Kem (russisch Кемь, finnisch und karelisch Kemi) ist eine Stadt in der Republik Karelien im Nordwesten Russlands. Sie hat 13.051 Einwohner (Stand 14. Oktober 2010) und ist der Verwaltungssitz des Rajons Kem.

## Geographische Lage
Kem liegt im Norden Kareliens nahe der Mündung des gleichnamigen Flusses in das Weiße Meer. Die Entfernung zur Republikhauptstadt Petrosawodsk beträgt 434 km Richtung Süden; die nächstgelegene Stadt ist Belomorsk 48 km südlich an der Küste des Weißen Meeres.

## Geschichte
Erste Erwähnungen der Ortschaft deuten darauf hin, dass sie bereits im 14. Jahrhundert existiert haben muss. Somit ist Kem eine der ältesten erhaltenen Städte des russischen Nordens. Der Ursprung des Ortsnamens wird in den finno-ugrischen Sprachen vermutet, wo es bereits ähnliche geographische Bezeichnungen gibt (vor allem die der Stadt Kemi und des Flusses Kemijoki).

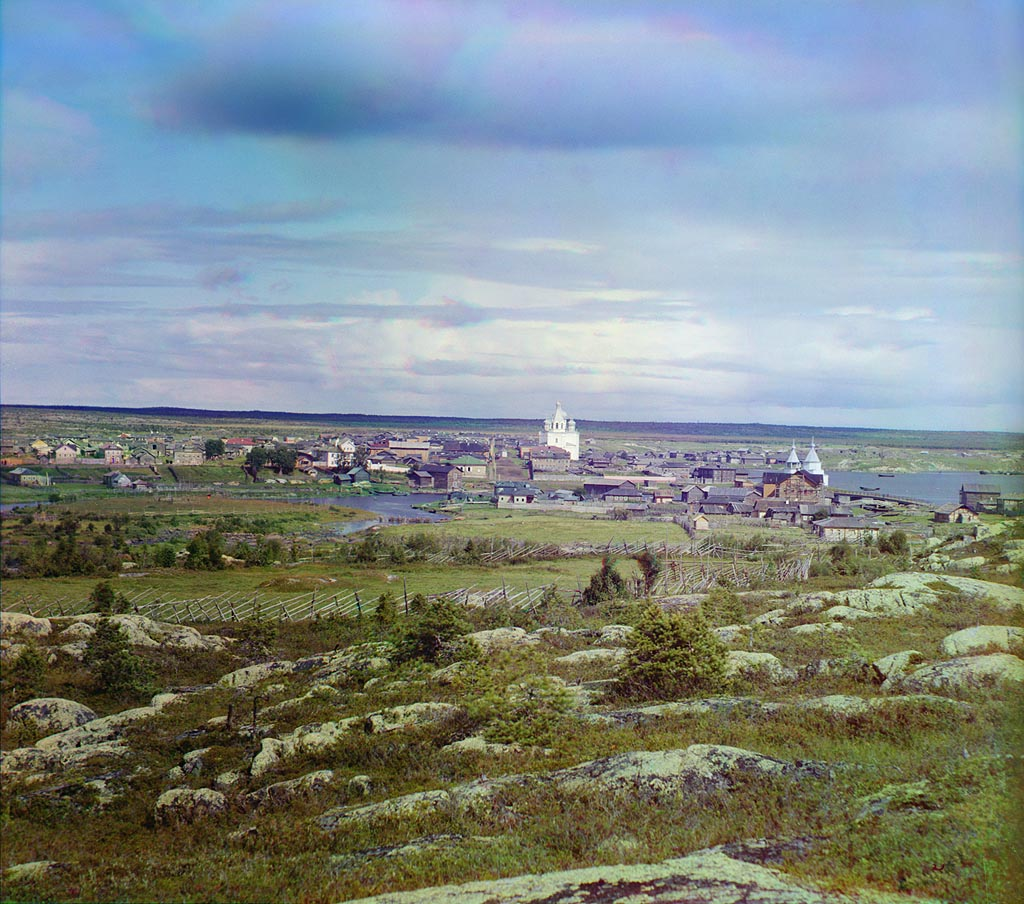
Kem im Jahr 1916 auf einem Foto von Sergei Prokudin-Gorski

Die Ersterwähnung Kems in einer russischen Urkunde stammt aus dem Jahr 1450, als es von der Nowgoroder Adligen Marfa Borezkaja dem Solowezki-Kloster als Lehen zugesprochen wurde. Später diente der Ort als Festung gegen Angriffe seitens der Schweden. 1598 wurde auf einer nahe gelegenen Insel eine hölzerne Ostrog-Festung errichtet, die rund 60 Jahre später neu erbaut wurde und im 16. und 17. Jahrhundert mehrmals Überfällen trotzen musste. In Friedenszeiten stellten bis ins 19. Jahrhundert vor allem Fischerei und Jagd die Haupteinnahmequelle der hiesigen Bevölkerung dar.
Während der Regierungszeit Katharinas der Großen kam der Ort im Zuge der Zwangsenteignung sämtlicher russischen Klöster in den Staatsbesitz und wurde 1785 zur Kreisstadt erklärt. Die Verleihung der Stadtrechte wurde vom damaligen Gouverneur des Kreiszentrums Olonez und bedeutendem Hofdichter Gawriil Derschawin persönlich proklamiert.
1802 wurde Kem dem Gouvernement Archangelsk zugesprochen. Im Laufe des 19. Jahrhunderts entwickelte sich dort neben der Fischerei auch der Schiffbau und die Forstwirtschaft.
Während der Sowjetzeit wurde Kem der Karelo-Finnischen Sowjetrepublik bzw. später der Autonomen Sowjetrepublik Karelien unterstellt. In den 1930er-Jahren befand sich in der Stadt die Verwaltung des GULAG-Straflagers auf den Solowezki-Inseln. Später bestand hier das Hospital 1755 des Kriegsgefangenenlagers 212, Segescha, für deutsche Kriegsgefangene des Zweiten Weltkriegs.
Bevölkerungsentwicklung
| Jahr | Einwohner |
| ---- | --------- |
| 1897 | 02.447    |
| 1939 | 16.624    |
| 1959 | 18.127    |
| 1970 | 21.025    |
| 1979 | 20.962    |
| 1989 | 18.522    |
| 2002 | 14.620    |
| 2010 | 13.051    |

Anmerkung: Volkszählungsdaten

## Wirtschaft
Hauptwirtschaftszweig Kems ist heute die Forstwirtschaft und die Holzverarbeitung. Mit der sogenannten „Kemer Kaskade“ mehrerer Wasserkraftwerke am Fluss Kem ist die Stadt zudem ein bedeutendes regionales Zentrum der Energiegewinnung. Im Weißen Meer bei Kem entsteht seit 2017 Russlands erster Offshore-Windpark.

## Verkehr
Der Bahnhof von Kem liegt an der Murmanbahn von Sankt Petersburg nach Murmansk. Hier zweigt eine 12 km lange Stichbahn zum Hafen Kem-Pristan (Кемь-Пристань) am Weißen Meer ab.
Auch die Fernstraße R21 von Sankt Petersburg nach Murmansk führt durch Kem.

## Sehenswürdigkeiten
Zu den Sehenswürdigkeiten Kems gehören vor allem historische Bauten aus dem 18. und 19. Jahrhundert, darunter die 1711–1717 errichtete Holzkirche sowie die Verkündigungskathedrale aus dem Jahr 1904. Es gibt in der Stadt ein Heimatmuseum, das im ehemaligen Schatzmeisterhaus untergebracht ist.

## Persönlichkeiten
- Sergei Solowjow (1944–2021), Regisseur, Filmproduzent und Drehbuchautor
- Sergei Pyschjanow (* 1960), Sportschütze und olympischer Silbermedaillengewinner 1992[4]